# Dysmachus praemorsus
Dysmachus praemorsus är en tvåvingeart som först beskrevs av Friedrich Hermann Loew 1854.  Dysmachus praemorsus ingår i släktet Dysmachus och familjen rovflugor. Inga underarter finns listade i Catalogue of Life.